# Sexueller Missbrauch von Kindern (Deutschland)
Sexueller Missbrauch von Kindern bezeichnet sexuelle Handlungen mit, an oder vor Kindern, die in Deutschland ausnahmslos strafbar sind. Kinder sind nach deutschem Strafrecht Personen, die das vierzehnte Lebensjahr noch nicht vollendet haben.
Das geschützte Rechtsgut ist die „ungestörte sexuelle Entwicklung“ von Kindern. Nicht-juristische Aspekte bzw. die juristische Definition in anderen Staaten behandelt der Artikel Sexueller Missbrauch von Kindern.

## Normative Grundlagen
In Deutschland ist sexueller Missbrauch von Kindern gemäß den §§ 176 ff. StGB strafbar. Diese umfassen:
- § 176 StGB Sexueller Missbrauch von Kindern
- § 176a StGB Sexueller Missbrauch von Kindern ohne Körperkontakt mit dem Kind
- § 176b StGB Vorbereitung des sexuellen Missbrauchs von Kindern
- § 176c StGB Schwerer sexueller Missbrauch von Kindern
- § 176d StGB Sexueller Missbrauch von Kindern mit Todesfolge

Anmerkung: Das Höchstmaß der zeitigen Freiheitsstrafe beträgt gemäß § 38 Abs. 2 StGB fünfzehn Jahre. Eine Strafdrohung von Freiheitsstrafe nicht unter x Jahren bedeutet demnach Freiheitsstrafe von x bis zu fünfzehn Jahren.

## Heutige strafrechtliche Bedeutung
Der sexuelle Missbrauch von Kindern gemäß § 176 StGB ist gemäß § 12 Abs. 2 StGB ein Verbrechen, da die Mindeststrafe Freiheitsstrafe von einem Jahr ist. Taten ohne Körperkontakt, z. B. sexuelle Handlungen vor Kindern sind ein Vergehen, da die Mindeststrafe sechs Monate beträgt. Die Tat ist ein Offizialdelikt, d. h. sie wird stets von Amts wegen verfolgt, also auch ohne Strafantrag bzw. ggf. sogar gegen den Willen des Verletzten oder seines gesetzlichen Vertreters. Bei Bekanntwerden eines Falles ist die Staatsanwaltschaft verpflichtet, zu ermitteln. Das Verfahren kann somit auch nicht auf Wunsch des Kindes oder seiner Eltern eingestellt werden. Anders als bei § 182 Absatz 3 StGB ist auch kein Antrag des Verletzten oder der Verletzten nötig, um die Ermittlungen zu starten.
Allerdings kann die Staatsanwaltschaft mit Zustimmung des Gerichtes bei einem Vergehen (seit 1. Juli 2021 also nur noch bei Taten ohne Körperkontakt mit dem Kind) die Sache nach § 153 StPO einstellen, wobei sie hiervon – je nach Fall – den potentiellen Täter informieren muss.
Es ist unerheblich, ob die sexuellen Kontakte mit Einwilligung des Kindes geschahen. Die Strafbarkeit beruht darauf, dass angenommen wird, dass Kinder noch nicht die erforderliche Reife haben, selbst über ihre Sexualität zu bestimmen. Ebenso unerheblich ist, welches Alter der Täter hat (Ausnahme: Eine Bestrafung nach § 176c Abs. 1 Nr. 2 Buchstabe a StGB ist nur möglich, wenn der Täter über 18 Jahre alt ist; ein Jugendlicher kann in diesen Fällen nur nach § 176 Abs. 1 Nr. 1 StGB bestraft werden.). Kinder als Täter sind wegen der fehlenden Strafmündigkeit, deren Altersgrenze ebenfalls bei 14 Jahren liegt, vor Bestrafung, nicht jedoch vor Ermittlung geschützt. Auch jugendliche Täter haben mit Sanktionen nach dem Jugendgerichtsgesetz zu rechnen. Seit 1. Juli 2021 kann jedoch das Gericht gemäß § 176 Abs. 2 StGB von einer Bestrafung einvernehmlicher sexueller Handlungen absehen, wenn der Unterschied zwischen dem Jugendlichen und dem Kind im Alter und Entwicklungsstand oder Reifegrad gering sind, es sei denn, dass der Jugendliche die fehlende sexuelle Selbstbestimmung des Kindes ausnutzt. Nach Angaben der Polizeilichen Kriminalstatistik sind in etwa 6 Prozent der erfassten Fälle mit ermitteltem Tatverdächtigen bei sexuellen Handlungen mit Kindern die Verdächtigen selbst Kinder, insgesamt über 20 Prozent entfallen auf Kinder und Jugendliche.
Sexueller Missbrauch von Kindern wird teilweise als abstraktes Gefährdungsdelikt angesehen, denn der Gesetzgeber war bei der Reform 1973 im Ungewissen über die potentielle Schädlichkeit sexueller Handlungen mit Kindern. Das geschützte Rechtsgut ist die „ungestörte sexuelle Entwicklung von Personen unter 14 Jahren“ bzw. „die von vorzeitigen sexuellen Erlebnissen ungestörte Gesamtentwicklung des Kindes“. Der Gesetzgeber nimmt eine Gefährdung des Rechtsgutes bzw. die Möglichkeit der Beeinträchtigung der Gesamtentwicklung des Kindes durch sexuelle Handlungen mit ihm an, ohne sie beweisen zu müssen. So ist der Gegenbeweis durch Nachweis eines nicht erfolgten Schadens im konkreten Fall nicht zulässig; hingegen würde ein Nachweis der Ungefährlichkeit von sexuellen Handlungen für die Gesamtentwicklung des Kindes als adäquates Mittel aufgefasst, um die Strafbarkeit abzuschaffen. Heute gilt die Annahme, dass sexueller Missbrauch für Kinder häufig negative Auswirkungen auf die psychische Entwicklung hat, als empirisch gut gesichert. Die richtige Altersgrenze ist jedoch umstritten, wie der internationale Vergleich des Schutzalters zeigt.

### Sexueller Missbrauch von Kindern: Spezifizierung
§ 176 StGB regelt Tathandlungen mit körperlichen Kontakten, § 176a Tathandlungen ohne körperlichen Kontakt.
Es ist egal, von wem die Initiative ausgeht. Eine Eigenverantwortung gibt der Gesetzgeber Kindern unter 14 Jahren, im Gegensatz zu Jugendlichen (§ 182 StGB – sexueller Missbrauch von Jugendlichen) nicht.

### Tathandlung ohne Körperkontakt mit dem Kind
Es gibt dabei mehrere Tatbestands-Alternativen:
Zusehen Lassen – § 176a Abs. 1 Nr. 1 StGB

setzt voraus, dass das sexuelle Handeln eines Erwachsenen – an sich selber oder einem Dritten – durch das Kind aktiv mitverfolgt wird und dieses die Vorgänge auch bewusst wahrnimmt. Laut Bundesgerichtshof reicht es aus, wenn das Kind die sexuellen Aktivitäten durch Videoübertragung mitbekommt.
Posen Lassen – § 176a Abs. 1 Nr. 2 StGB
legt fest, dass die Regie des Täters, ein Kind zu Posing zu verführen, maßgeblich für die Strafbarkeit ist.
Entscheidend ist das Bestimmen des Kindes zu sexuellen Handlungen an sich selbst, körperliche Nähe ist nicht erforderlich. Eine Wahrnehmung durch den Täter oder einen Dritten ist seit 1. April 1998 nicht mehr Teil des Tatbestands.
Pornografische Inhalte – § 176a Abs. 1 Nr. 3 StGB

behandelt die räumliche Einwirkung durch pornografische Inhalte oder entsprechende erotische Reden.
Nicht erforderlich ist hierbei, dass sexuelle Handlungen entstehen. Die Formulierung „um sich, das Kind oder einen anderen hierdurch sexuell zu erregen“ ist seit 1. April 1998 nicht mehr Teil des Tatbestands.
Einwirken – § 176b Abs. 1 StGB
Mit Freiheitsstrafe von drei Monaten bis zu fünf Jahren wird bestraft, wer ... auf ein Kind mittels eines Inhalts (§ 11 Abs 3) einwirkt, um es zu sexuellen Handlungen zu bringen, die es an oder vor dem Täter oder einem Dritten vornehmen oder von dem Täter oder einem Dritten an sich vornehmen lassen soll, …
Zum 1. Januar 2021 wurde der Begriff Inhalt (Strafrecht) eingeführt, von 27. Januar 2015 bis 31. Dezember 2020 stand hier Schriften (§ 11 Abs. 3) oder Informations- oder Kommunikationstechnologie.
2004 wurde aufgrund von Chatvorfällen (sogenanntes Grooming) auch das Anbahnen von sexuellem Missbrauch durch Chatrooms und ähnliche Handlungen versucht explizit im Gesetz zu erwähnen und unter Strafe zu stellen. Dies war jedoch nicht rechtssicher geglückt: „Es ist äußerst strittig, ob das Chatten per Echtzeitübertragung ohne Zwischenspeichern im Arbeitsspeicher des Empfängers als Schrift angesehen werden kann, fehlt es hier doch gerade an der in § 11 Abs. 3 erforderlichen Verkörperung.“
 Die Europäische Union hatte im Gegensatz zum deutschen Gesetz auf die Inhalte und Übermittlungswege und nicht etwa auf die Trägermedien als einschlägig abgestellt, daher erfolgte die oben dargestellte Formulierungsänderung 2015.
Anbieten – Die Tathandlung des „Anbietens“ (§ 176b Abs. 1 Nr. 3, § 176a Abs. 2, § 176b Abs. 2 StGB
)
bezieht sich auf kein bestimmtes Kind und kann daher schon erfüllt sein, auch wenn es das vermeintlich angebotene Kind überhaupt nicht gibt.

### Schwerer sexueller Missbrauch von Kindern
Der schwere sexuelle Missbrauch von Kindern gemäß § 176c StGB ist gemäß § 12 Abs. 1 StGB ein Verbrechen, da die Mindeststrafe Freiheitsstrafe von 2 Jahren ist (ein Delikt ist bereits dann ein Verbrechen, wenn die Mindeststrafe, nach § 12 Abs. 3 StGB unabhängig von minder oder besonders schweren Fällen, Freiheitsstrafe von einem Jahr ist).

## Entwicklung der Rechtslage
Vom 1. Januar 1872 bis 30. Juni 1968 (DDR) bzw. 27. November 1973 (Bundesrepublik Deutschland) wurden sexuelle Handlungen mit Kindern wie folgt bestraft:
§ 176 StGB Abs. 1 Nr. 3 StGB (Fassung 1872–1968/1973) – Unzucht mit Kindern
Mit Zuchthaus (ab 1. April 1970 mit Freiheitsstrafe) (von einem Jahr) bis zu zehn Jahren wird bestraft, wer … mit Personen unter vierzehn Jahren unzüchtige Handlungen vornimmt oder dieselben zur Verübung oder Duldung unzüchtiger Handlungen verleitet. … Sind mildernde Umstände vorhanden, so tritt Gefängnisstrafe (ab 1. April 1970 Freiheitsstrafe) nicht unter sechs Monaten (bis zu fünf Jahren) ein.
Wenn durch die Tat der Tod des Kindes verursacht wurde, war die Strafe gem. § 178 StGB a. F. Zuchthaus (ab 1. April 1970 Freiheitsstrafe) nicht unter zehn Jahren oder lebenslang.

### Entwicklung seit 1968 (DDR) bzw. 1973 (Bundesrepublik)
Der Begriff „Sexueller Mißbrauch von Kindern“ wurde in der DDR 1968 und in der Bundesrepublik Deutschland 1973 eingeführt. Er wird definiert als eine »sexuelle Handlung«, an der eine Person unter 14 Jahren (Kind) aktiv oder passiv beteiligt ist. Eine sexuelle Handlung liegt dann vor, wenn sie »nach ihrem äußeren Erscheinungsbild« einen »Sexualbezug« hat.
In der DDR wurde der sexuelle Missbrauch von Kindern gem. § 148 Strafgesetzbuch (DDR) mit Freiheitsstrafe bis zu fünf Jahren bestraft. Wenn das Kind durch die Tat erheblich geschädigt wurde oder der Täter bereits wegen einer derartigen Tat vorbestraft war, betrug die Strafe zwei bis acht Jahre, bei Todesfolge fünf bis fünfzehn Jahre Freiheitsstrafe.
Die Mindeststrafe betrug in der Bundesrepublik Deutschland von 28. November 1973 bis 30. Juni 2021 bei Taten mit Körperkontakt sechs Monate Freiheitsstrafe (für minder schwere Fälle war bis 2004 Geldstrafe möglich). Die Mindeststrafen wurden 2004 auf Freiheitsstrafe von mindestens drei Monaten (damals bei Taten ohne Körperkontakt, z. B. sexuellen Handlungen vor Kindern; seit 1. Juli 2021 nur noch bei Vorbereitungshandlungen) bis zu mindestens zehn Jahren (bei Todesfolge) ausdifferenziert. Eine Freiheitsstrafe unter 6 Monaten wird i. d. R. gemäß § 47 Absatz 2 StGB in Geldstrafe umgewandelt. Ein Monat Freiheitsstrafe entspricht dabei einer Geldstrafe von 30 Tagessätzen.
Zum 1. April 1998 wurde der Tatbestand „schwerer sexueller Missbrauch von Kindern“ eingeführt (damals § 176a StGB, seit 1. Juli 2021 § 176d StGB), um schwere Fälle höher zu bestrafen (vgl. oben und unten). Dieser Tatbestand wurde zum 1. April 2004 und 1. Juli 2021 verschärft.
Seit 5. November 2008 wurden alle Fälle des Bestimmens eines Kindes zu sexuellen Handlungen ohne Körperkontakt zu einer anderen Person (dann ist § 176 Absatz 1 oder 2 StGB einschlägig) durch § 176 Absatz 4 Nummer 2 erfasst (die meisten dieser Fälle waren schon vorher strafbar).
Am 1. Juli 2021 traten die Verschärfungen durch das Gesetz zur Bekämpfung sexualisierter Gewalt gegen Kinder in Kraft. Der sexuelle Missbrauch von Kindern gemäß § 176 StGB wird seitdem mit einer Freiheitsstrafe von mindestens einem Jahr bis zu fünfzehn Jahren bestraft und somit als Verbrechen eingestuft; zuvor war der einfache sexuelle Missbrauch von Kindern als Vergehen eingestuft und wurde mit Freiheitsstrafe von sechs Monaten bis zu zehn Jahren bestraft. Der schwere sexuelle Missbrauch war bereits vorher ein Verbrechen. Der Strafrahmen für Taten ohne Körperkontakt wurde auf Freiheitsstrafe von sechs Monaten bis zu zehn Jahre erhöht (Vergehen nach § 176a StGB). Ebenfalls zum Verbrechen waren die Verbreitung, der Besitz und die Beschaffung von Kinderpornografie hochgestuft worden; seit 28. Juni 2024 gelten diese Taten aber wieder als Vergehen, wenn sie nicht gewerbs- oder bandenmäßig begangen werden. Bei der Herstellung kinderpornografischer Inhalte, die ein tatsächliches Geschehen wiedergeben, beginnt die Verjährungsfrist erst mit Vollendung des 30. Lebensjahrs des Opfers, wenn die Tat nicht schon vor dem 1. Juli 2021 verjährt war; für den sexuellen Missbrauch galt eine entsprechende Regelung schon zuvor (vgl. unten Verfolgungsverjährung).

## Verfolgungsverjährung

### Taten mit Todesfolge
Bei Taten mit Todesfolge lag die Verjährungsfrist zwischen 1973 und 31. März 1998 bei 20 Jahren, seitdem bei 30 Jahren. Bei Mord besteht seit 1979 keine Verjährung mehr.

### Taten mit Körperkontakt
Die Verjährung tritt am 50. Geburtstag des Opfers ein,
wenn die Tat begangen wurde ab dem 1. Juli 2021
oder ab dem 1. April 1998 als schwerer sexueller Missbrauch

oder ab dem 5. Juli 1997 als Vergewaltigung; das Gleiche gilt bei vorher begangener Vergewaltigung eines weiblichen Kindes,
welches nach dem 30. Juni 1975 geboren wurde.
Bei Taten vor dem 1. Juli 2021 und Geburt des Opfers nach 30. Juni 1985, tritt Verjährung frühestens am 40. Geburtstag des Opfers ein.
In allen anderen Fällen von Sexualstraftaten an einem Kind sind diese bereits verjährt:
Delikte des sexuellen Missbrauchs von Kindern, die keine Vergewaltigung sind,
die vor dem 30. Juni 1984 begangen wurden,
sind spätestens am 30. Juni 1994 verjährt.
Bei diesen begann die damals 10 Jahre dauernde Verjährungsfrist mit Beendigung der Tat.
Die Einführung des Ruhens der Verjährung zum 30. Juni 1994
wirkte sich auf diese bereits verjährten Fälle nicht mehr aus.
Zum 30. Juni 1994 wurde ein Ruhen der Verjährung bis zum vollendeten 18. Lebensjahr des Opfers in § 78b Abs. 1 Nr. 1 StGB eingeführt. Zum 30. Juni 2013 wurde das Ruhen bis zum vollendeten 21. Lebensjahr, zum 27. Januar 2015 bis zum vollendeten 30. Lebensjahr des Opfers eingeführt. Vor dem 30. Juni 2013 verjährt waren Taten, die zum Tatzeitpunkt eine Verjährungsfrist von 10 Jahren hatten und deren Opfer mehr als 28 Jahre vorher geboren wurden, also vor dem 30. Juni 1985, das betrifft alle nicht-schweren Missbrauchstaten und die vor 1. April 1998 begangenen schweren.
Bei Taten mit Körperkontakt lag die Verjährungsfrist vor 1. April 1998 bei 10 Jahren,
seitdem in den Fällen des § 176a StGB a. F. bei 20 Jahren,
seit 1. Juli 2021 in allen Fällen bei 20 Jahren.

### Taten ohne Körperkontakt
Ist die Tat eine nach § 176a und ab dem 1. Juli 2021 begangen,
tritt Verjährung erst am 40. Geburtstag des Opfers ein.
Ist die Tat vor dem 1. Juli 2021 begangen und das Opfer nach dem 30. Juni 1990 geboren,

so tritt Verjährung bei Taten ohne Körperkontakt frühestens am 35. Geburtstag des Opfers ein,
da Taten nach §176 Absatz 4 a. F. bereits 5 Jahre nach dem 30. Geburtstag des Opfers verjähren.
Taten ohne Körperkontakt, die vor dem 30. Juni 1989 begangen wurden,
sind spätestens am 30. Juni 1994 verjährt
nach der damals gültigen Verjährungsfrist von 5 Jahren;
wenn das Opfer vor dem 30. Juni 1990 geboren wurde,
sind die Taten spätestens am 30. Juni 2013 verjährt.

## Statistische Daten
Eine systematische Erfassung aller Fälle existiert nicht. Die Weltgesundheitsorganisation (WHO) schätzte 2016 für Deutschland eine Million betroffene Personen.
Nach einer retrospektiven Befragung von deutschsprachigen Erwachsenen von 1997 waren von mindestens einem Ereignis des sexuellen Missbrauchs mit Körperkontakt bis zum Alter von 16 Jahren betroffen: 8,6 % der Frauen und 2,8 % der Männer. Von diesen waren sexuellem Missbrauch mit Penetration 3,3 % der Frauen und 0,9 % der Männer ausgesetzt gewesen. Siehe auch Kindheitstrauma.
Laut Polizeistatistik findet der sexuelle Missbrauch zu 92 Prozent im Alter von 6 bis 14 Jahren statt, die übrigen Opfer sind Kinder bis 6 Jahre. Mädchen sind etwa drei- bis viermal häufiger von sexuellem Missbrauch betroffen als Jungen. Von den Tatverdächtigen sind 8 % Kinder und 21 % Jugendliche. Die Täter sind überwiegend Männer oder männliche Jugendliche. Die Polizeiliche Kriminalstatistik (PKS) wies für das Jahr 2018 einen Anteil von 4,5 % Tatverdächtige weiblichen Geschlechts aus.
Im Jahr 2019 wurden in Deutschland 15.701 Kinder als Opfer sexuellem Missbrauchs polizeilich erfasst. Die Kriminalstatistik wies für 2020 mehr Fälle sexueller Gewalt gegen Kinder als im Vorjahr aus. Die Zahl angezeigter Missbrauchsfälle stieg gegenüber 2019 um rund 1000 auf insgesamt 16.921 Fälle. Dabei werden nur die angezeigten Fälle erfasst. Den stärksten Anstieg verzeichnete die Statistik bei der Verbreitung von Kinderpornografie, also der Herstellung und Verbreitung von Bildern und Filmen von sexualisierter Gewalt gegen Kinder. Diese stieg um 53 Prozent gegenüber dem Vorjahr. Die geschätzte Dunkelziffer liegt zwischen 1:15 (Bundeskriminalamt) und 1:20 (Kavemann und Lohstöter), also nur jeder 15. bis 20. Missbrauch wird angezeigt. Davon wird jeder fünfte Fall verhandelt, d. h. nur etwa ein Prozent der polizeilich erfassten Fälle landet vor Gericht.
Laut einer offiziellen Statistik der Bundesregierung von 2012 sind die Täter zu 93 % dem Kind bekannt, zu zwei Drittel gehören sie der Familie oder deren nahem Umfeld an: Ein Großteil sexuellen Missbrauchs wird im familiären oder näheren Umfeld der Opfer begangen. Verleugnung und Geheimhaltung sind häufig, da seine Offenlegung eine existenzielle Bedrohung für das gesamte Familiensystem darstellen kann.
Die Anzahl der Strafanzeigen wegen sexuellen Missbrauchs von Kindern pro Jahr pro 100.000 Einwohner lag zwischen 1955 und 1965 jährlich über 30, zwischen 1995 und 2008 unter 20, 2009 unter 15, 2012 bei nur 16.

## Sensibilisierung durch Berichterstattung in den Medien

### Canisius-Kolleg Berlin
Das Thema Kindesmissbrauch in Institutionen wurde ab dem 28. Januar 2010 durch einen Artikel der Berliner Morgenpost über das Canisius-Kolleg Berlin, einer Berliner Eliteschule in den deutschen Medien aufgegriffen und öffentlich diskutiert. Dieser Artikel, der mit dem Wächterpreis der deutschen Tagespresse ausgezeichnet und gewürdigt wurde, beschrieb Missbrauchsfälle, die in ähnlicher Weise schon mehr als ein Jahrzehnt zuvor an einer anderen Einrichtung, der Odenwaldschule, bekannt geworden waren. Das einzige Medium, welches sich damals mit diesem bis dahin verschwiegenen Skandal beschäftigte, war die Frankfurter Rundschau im Jahre 1999 mit ihrem Artikel „Der Lack ist ab“. Der in diesem Artikel beschriebene Sachverhalt wurde von anderen Medien und in der Gesellschaft verschwiegen und ignoriert.
Es dauerte noch mehr als 11 Jahre, bis in Deutschland die im Artikel beschriebenen Grausamkeiten in der Öffentlichkeit thematisiert und diskutiert wurden. Viele Opfer haben sich erst nach der öffentlichen Debatte getraut, darüber zu sprechen, dass sie in ihrer Kindheit Opfer von sexuellem Missbrauch geworden waren. Die Medien haben dazu beigetragen, die Gesellschaft für das Thema zu sensibilisieren. Sie haben auch den Opfern geholfen, indem diese sich nicht mehr selbst die Schuld an den Geschehnissen gaben, sondern sich nun bewusst waren, dass ihnen Unrecht widerfahren war. Die Berichterstattung in den Medien gab in diesen Fällen den Opfern Kraft, die Taten anzusprechen und mit der Verarbeitung ihrer Erlebnisse zu beginnen, die sie jahrelang in sich vergraben hatten. Indem die Gesellschaft durch die Medien weiterhin auf das Thema aufmerksam gemacht wird, können Kinder geschützt werden. Die Chancen, dass Anzeichen für sexuellen Missbrauch als solche erkannt und wahrgenommen werden und etwas dagegen unternommen wird, können durch die öffentliche Aufmerksamkeit und die mediale Präsenz des Themas erheblich gesteigert werden. Auch Kinder merken dadurch, dass diese Themen nicht verschwiegen werden dürfen und dass sie sich bei Betroffenheit wehren und Hilfe erwarten können. Andererseits gibt es Kritik, dass Medien das Thema einseitig darstellen und den Kindern nicht gerecht werden.

### Operation Zucker
Der Film „Operation Zucker: Jagdgesellschaft“ aus dem Jahr 2016 berichtete über einen Kinderschänderring in Potsdam, „organisiert bis in höchste Kreise von Politik, Gesellschaft und Justiz hinein“. Die Recherchen führten zu Einblicken in „organisiertem Sadismus“. Johannes-Wilhelm Rörig, der Unabhängige Beauftragter für Fragen des sexuellen Kindesmissbrauchs bestätigte, die Realität sei „noch viel schlimmer, als das, was im Film gezeigt wurde.“

## Organisierter Missbrauch
Über Taten in Familien, im Bekannten- und Freundeskreis, in Sportvereinen oder an Schulen hinaus gibt es organisierte Formen von Gewalt wie ritualisierter Missbrauch (Beispiel Satanismus), aber auch Kinderpornografie oder -prostitution.
„In organisierten und rituellen Gewaltstrukturen wird die systematische Anwendung schwerer sexualisierter Gewalt (in Verbindung mit körperlicher und psychischer Gewalt) an Kindern, Jugendlichen und Erwachsenen durch die Zusammenarbeit mehrerer Täter bzw. Täternnetzwerke ermöglicht und ist häufig verbunden mit kommerzieller sexueller Ausbeutung (Zwangsprostitution, Handel mit Kindern, Kinder-/Gewaltpornografie). Dient eine Ideologie zur Begründung oder Rechtfertigung der Gewalt, wird dies als rituelle Gewaltstruktur bezeichnet.“

## Gedenken
Gedenkstätten für Missbrauchsopfer und Tatorte existieren bislang nur in Einzelfällen, etwa am Hof der Kinder-, Jugend- und Familienhilfe Hochzoll in Gedenken an die Misshandlungen und Missbräuche der Opfer in dieser katholischen Einrichtung in den Anfangsjahren der Bundesrepublik Deutschland. „Mit diesem Mahnmal soll nun ein Zeichen gesetzt werden für Offenheit, Ehrlichkeit, Transparenz, Bedauern und Lernfähigkeit.“, so Ulrich Lorenz, der Gesamtleiter der Kinder-, Jugend- und Familienhilfe Hochzoll.

## Regierungsmaßnahmen

### Missbrauchsbeauftragter
Der Unabhängige Beauftragte für Fragen des sexuellen Kindesmissbrauchs ist das Amt der Bundesregierung für die Anliegen von Betroffenen und deren Angehörigen, für Experten aus Praxis und Wissenschaft sowie für alle Menschen in Politik und Gesellschaft, die sich gegen sexuelle Gewalt engagieren. Aufgaben sind nach der Darstellung des Portals:
1. Information, Sensibilisierung und Aufklärung zu Themen der sexualisierten Gewalt gegen Kinder und Jugendliche,
2. Unterstützung der nachhaltigen Verbesserung des Schutzes vor sexualisierter Gewalt gegen Kinder und Jugendliche und der Hilfen für betroffene Menschen,
3. Identifizierung gesetzlicher Handlungsbedarfe und Forschungslücken im Themenfeld sexualisierter Gewalt gegen Kinder und Jugendliche,
4. Wahrnehmung der Belange von Menschen, die in ihrer Kindheit oder Jugend sexualisierte Gewalt erlitten haben,
5. Sicherstellung einer systematischen und unabhängigen Aufarbeitung sexuellen Kindesmissbrauchs in Deutschland.[47]

Betroffene können sich an das Hilfeportal Sexueller Missbrauch der Regierung wenden. Es „will ein guter Wegweiser sein, diese wichtige Hilfe schnell zu finden – für Betroffene und für Menschen, die ihnen nahestehen, aber auch für Fachkräfte, die mehr Informationen zum Thema suchen.“ Das Hilfeportal entstand aus der Empfehlung des ehemaligen Runden Tisches „Sexueller Kindesmissbrauch“.

### Unabhängige Aufarbeitungskommission
Die unabhängige Kommission untersucht sämtliche Formen von sexuellem Kindesmissbrauch in der Bundesrepublik Deutschland und in der ehemaligen DDR. Sei will „Ausmaß, Art und Folgen der sexuellen Gewalt gegen Kinder und Jugendliche aufzeigen und damit eine breite politische und gesellschaftliche Debatte zu einem Thema anstoßen, das noch immer tabuisiert wird.“ Die Kommission ist in ihrer Arbeit unabhängig. Kommissionsmitglieder arbeiten ehrenamtlich.

### Fachkreis „Sexualisierte Gewalt in organisierten und rituellen Gewaltstrukturen“
Der Fachkreis „Sexualisierte Gewalt in organisierten und rituellen Gewaltstrukturen“ beim Bundesfamilienministerium „Empfehlungen an Politik und Gesellschaft“ befasst sich mit Handlungsempfehlungen zur Ergänzung des Programms des Unabhängigen Beauftragten für Fragen des sexuellen Kindesmissbrauchs. Diese sollen als eine Grundlage für die Fortschreibung der Maßnahmen der Bundesregierung herangezogen werden.

## DDR
In der DDR wurde Missbrauch systematisch totgeschwiegen, da er in einer sozialistischen Gesellschaft nicht erklärbar erschien. Die Aufarbeitung war 2017 immer noch nicht abgeschlossen, Entschädigungsfragen offen, das Gedenken und die Erinnerung nur bruchstückhaft. Vorfälle auch systematischen Missbrauchs sind aus Kinderheimen bekannt. Der sexuelle Missbrauch in diesen Heimen „scheint einen beachtlichen Umfang gehabt zu haben“.